# Elba, Minnesota
Elba är en ort i Winona County i delstaten Minnesota, USA.